# Indovina chi viene a Natale?
Indovina chi viene a Natale? è un film del 2013 diretto da Fausto Brizzi.
Il film è ispirato al celebre Indovina chi viene a cena? del 1967.
Fu l’ultimo film in cui partecipò la grande attrice Isa Barzizza. 

## Trama
Una famiglia molto allargata si riunisce per le feste di Natale, dopo la morte del capofamiglia Leonardo Sereni, famoso cantante. Il figlio maggiore Giulio, con la moglie Marina, possiede una fabbrica di panettoni. La loro figlia psicologa Valentina si fidanza con Francesco, disabile, perché, dopo un incidente, è rimasto senza gli arti superiori.
La secondogenita di Leonardo e della moglie Emma è Chiara, madre di due bambini, Azzurra e Filippo, avuti dallo stesso marito; dopo tanti amori sbagliati, finalmente sembra aver trovato l'uomo giusto, ovvero Domenico, un maestro elementare. C'è anche un figlio avuto da Leonardo da una relazione extra-coniugale, il napoletano Antonio. Quest'ultimo è sposato con Elisa e hanno tre bambini. Giulio e Marina inizialmente non accettano che la figlia stia con un disabile, ma Francesco darà prova di sapersela cavare da solo nonostante il suo handicap. I figli di Chiara non vogliono che la loro madre stia con l'ennesimo uomo, perché gelosi. Da qui nascono vari dispetti a Domenico, che si troverà a giustificare vari equivoci. Chiara lo caccerà di casa, facendolo poi ritornare, appena i bambini confesseranno le loro colpe.

## Distribuzione
Il film è uscito nelle sale il 19 dicembre 2013 distribuito da Medusa Film. Il trailer è stato distribuito l'8 novembre 2013.

## Accoglienza
Fabrizio Tassi di Cineforum bocciò il film, trovandolo noioso e privo di idee, inoltre il regista Brizzi era riuscito nell'impresa di rendere ancora più anonima la sceneggiatura che raccoglieva battute e situazioni già viste e ascoltate decine di volte in centinaia di altri film.

### Incassi
Il film ha incassato la cifra di 10 181 248 €.